# Мобилизация
Мобилиза́ция (мобилизацио́нное развёртывание, фр. mobilisation, от mobiliser — «приводить в движение») — совокупность мероприятий, направленных на приведение вооружённых сил (ВС) и государственной инфраструктуры (государства) в боевую готовность.

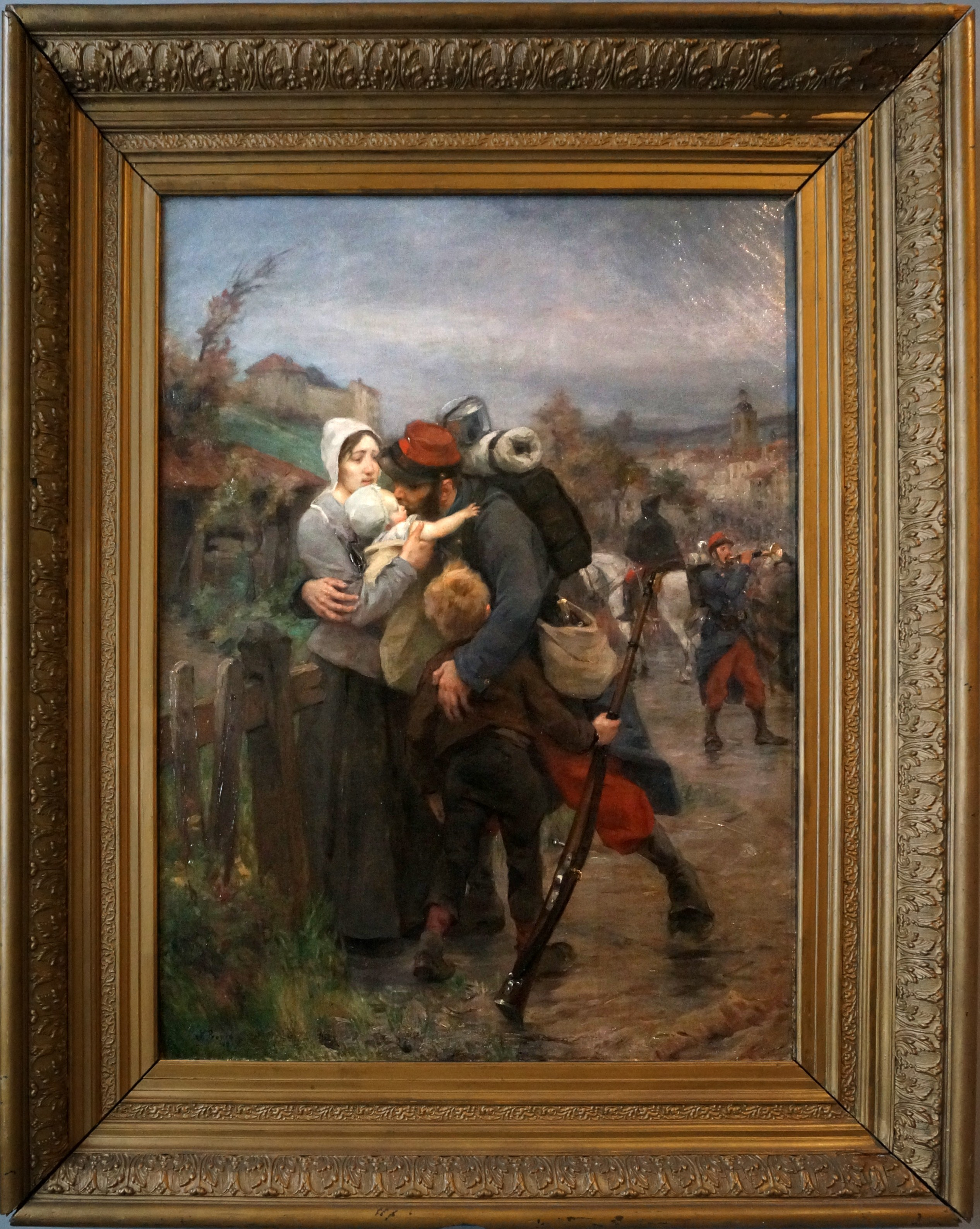
«Прощание резервиста или За Отечество», Виктор Пруве, музей Монпелье, Франция (Франко-прусская война, 1870 год)

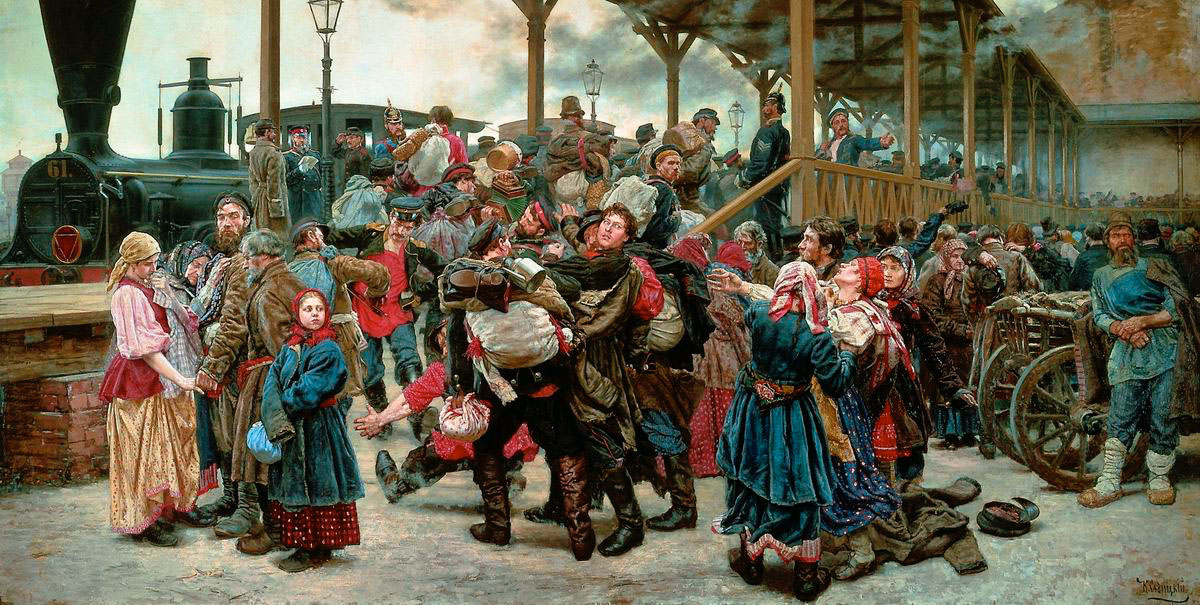
Савицкий К.А. «На войну» (русско-турецкая война, 1877 год)

Впервые слово «мобилизация» было применено для описания мероприятий, проводимых Пруссией в 1850—1860 годах. Теория и методы мобилизации с тех пор непрерывно развивались.
Мобилизация может быть общей, проводимой в масштабе всего государства с целью приведения вооружённых сил в полную боевую готовность и перевода всей промышленности и инфраструктуры государства на военное положение, и частной, которая может проводиться как на отдельной территории, так и с целью повышения боевой готовности вооружённых сил или отдельных её формирований (объединений, соединений и так далее).
Мобилизационный план — документ особой важности, в котором прописаны мобилизационные мероприятия и порядок их проведения. Он неразрывно связан с Планом стратегического развёртывания вооружённых сил. Оба документа, как правило, готовятся в Генеральном штабе и утверждаются высшим руководством государства.

## История

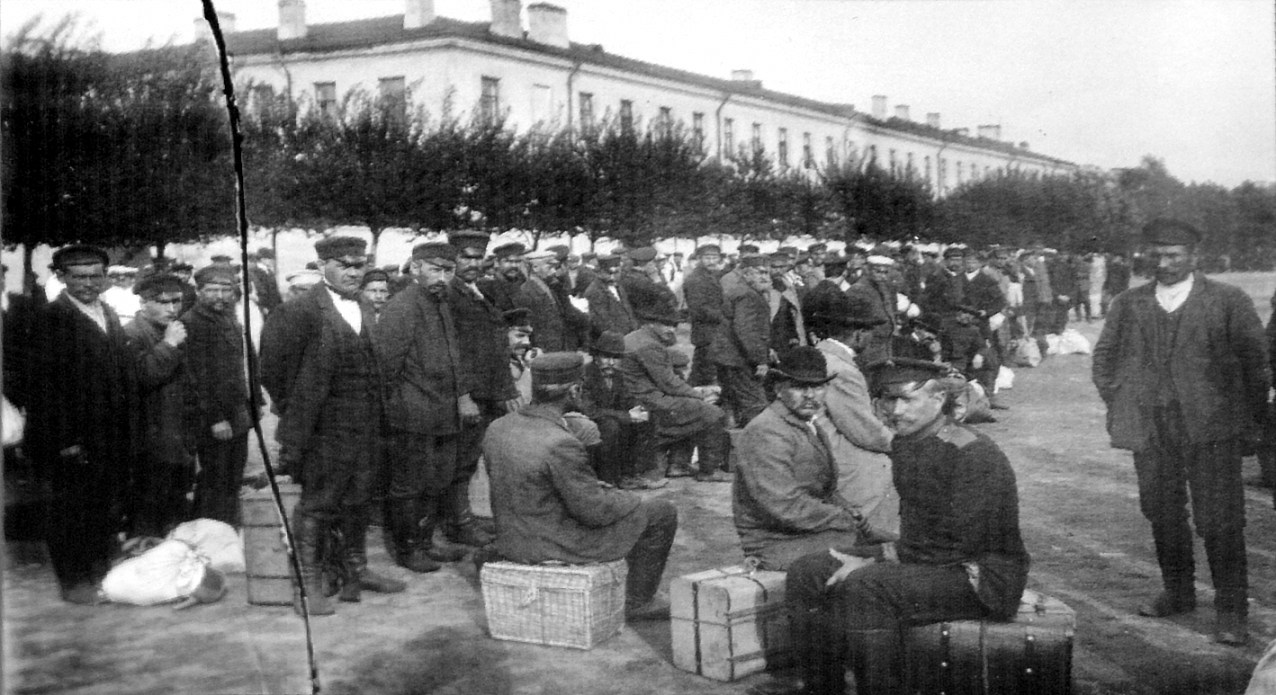
Мобилизация запасных в русскую армию в период войны с Японией. Санкт-Петербург, 1905 год.

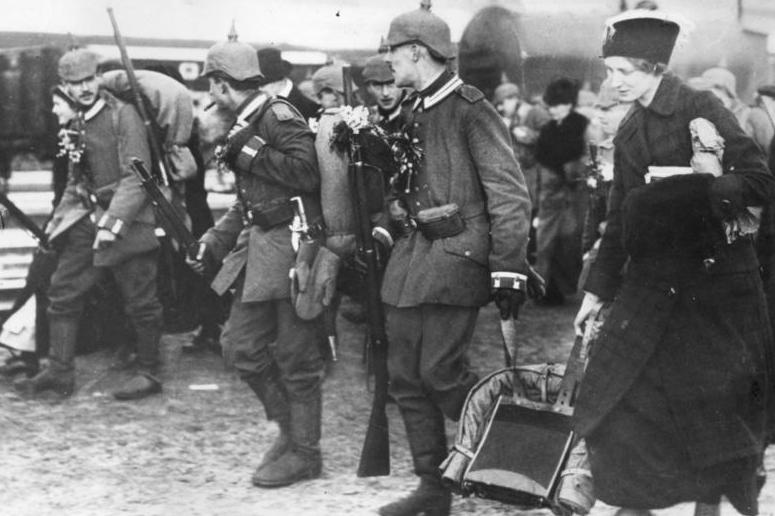
Мобилизованные немецкие солдаты в Берлине, 1914 год

Проблема решения мобилизационных задач возникла с введением всеобщей воинской повинности. Массовая мобилизация впервые была проведена во Франции в 1792 году, во время Войны первой коалиции. 
С тех пор технологический прогресс и развитие социальных институтов оказали серьёзное влияние на практику развёртывания войск (сил). Такими изменениями стали железные дороги, позволяющие перебрасывать большое количество войск на большие расстояния за короткое время; электрический телеграф, обеспечивающий связь между территориальными воинскими структурами и обеспечивающий координацию выполнения мобилизационного плана.
В XIX веке почти все государства Европы ввели всеобщую воинскую обязанность, дающую возможность существенно увеличивать численность вооруженных сил в военное время путем призыва обученных военному делу людей, состоящих в запасе (резерве). Армии мирного времени обратились в школу, через которую проводилась значительная часть мужского населения, в кадр для тех сил, которые будут выставлены во время войны. Целью мобилизации стало приобрести с первых дней после объявления войны перевес в боевой готовности, захватить инициативу. Образец мобилизации дала Пруссия в войне 1866 года с Австрией и войне 1870—71 годов с Францией, когда, благодаря тщательно подготовленной мобилизации, она успела быстро выставить на границе свою армию против неготового противника.
Распорядительные действия по мобилизации в Германии, Австро-Венгрии и Франции сосредоточивались в корпусных округах, причём каждый корпусный командир самостоятельно руководил мобилизацией своего округа; исполнительные действия возлагались в Германии и Австрии на управления ландверных округов, во Франции — на управления полковых округов.

### Мобилизация в Российской империи
На конец XIX столетия, в России, по военному и морскому ведомствам были установлены пособия при мобилизации всем генералам, офицерам, подпрапорщикам, врачам, гражданским чиновникам и военному духовенству назначаемые на обзаведение:
- а) походной одеждой, оружием, снаряжением и тому подобное (военно-подъёмные деньги) — от 50 до 250 рублей;
- б) верховыми лошадьми — в размере платы, установленной в местности, где производится мобилизация, за лошадей верхового сорта, взимаемых по военно-конской повинности;
- в) перевозочными средствами, то есть упряжными лошадьми и повозками, кому они полагаются — по 125 рублей на лошадь:
- г) седлами, вьюками и тому подобное — по 75 pублей[1].

В Российской империи в виду особенностей комплектования армии и флота, крайне неравномерной дислокации войск (сил) и полного несоответствия между потребностями мобилизации и источниками пополнения (источники пополнения — в центре и на востоке, а главная масса войск (сил) — на западе), распорядительные действия были сосредоточены в одном центральном учреждении — главном штабе, при котором состоял особый комитет для подготовки данных к мобилизации. Исполнительные действия были распределены так: учёт, призыв, распределение и отправка в войска (силы) чинов запаса и ратников ополчения первого разряда производилось уездными воинскими начальниками при содействии местной полиции; лошади, подлежащие сдаче в войска на основании военно-конской повинности, собирались особыми заведующими военно-конскими участками, выбираемыми из местных жителей, принимаются смешанными комиссиями и затем сдавались военным приёмщикам; содержание материальных запасов было возложено на части войск, на управления уездных воинских начальников и на интендантство. Подробные правила укомплектования личного состава армии до штатов военного времени преподаны в кн. VI Св. воен. пост. и в Уставе о воинской повинности.
Всё это позволило провести мобилизацию в России в кратчайшие сроки и уже в августе 1914 года Сухопутные войска начали наступательные операции. Проведение мобилизации государства потребовало напряжения всех служб и ведомств империи и в целом было положительно оценено императором Николаем II, который даже учредил медаль «За труды по отличному выполнению всеобщей мобилизации 1914 года».

…слабой стороной царской армии являлась её сравнительно длительная мобилизация. Германские войска имели возможность закончить мобилизацию уже на десятый день, а полное сосредоточение всех русских армий могло быть достигнуто лишь на сороковой день. Эта медлительность вызывалась крайней бедностью железных дорог в царской России при её огромных пространствах, а также общей неповоротливостью всего военного аппарата.— В. Г. Фёдоров, В поисках оружия. — М.: Воениздат, 1964 год

На границе с Россией Австро-Венгрия развернула к этому времени 8 полностью отмобилизованных армейских корпусов. В создавшейся обстановке русское правительство 16 июля начало частичную мобилизацию, относящуюся только к пограничным с Австро-Венгрией военным округам (Киевский, Одесский) и двум внутренним (Московский, Казанский), которые были связаны с первыми единым мобилизационным планом. Что же касается трёх северных военных округов (Варшавский, Виленский, Петроградский), предназначенных действовать против Германии (в случае войны), то в них не был призван ни один резервист. Тем не менее на другой день, 17 июля, германское правительство потребовало от России прекратить мобилизацию войск на русско-австрийской границе. Одновременно, как сообщил русский посол в Берлине, Кайзер Вильгельм II подписал декрет о мобилизации в германскую армию.

Всем стало ясно, что избежать войны с Германией не удастся. Поэтому в тот же день, 17 июля царь, Николай II подписал указ о всеобщей мобилизации.— Потери Вооружённых Сил России.

### Вторая мировая война

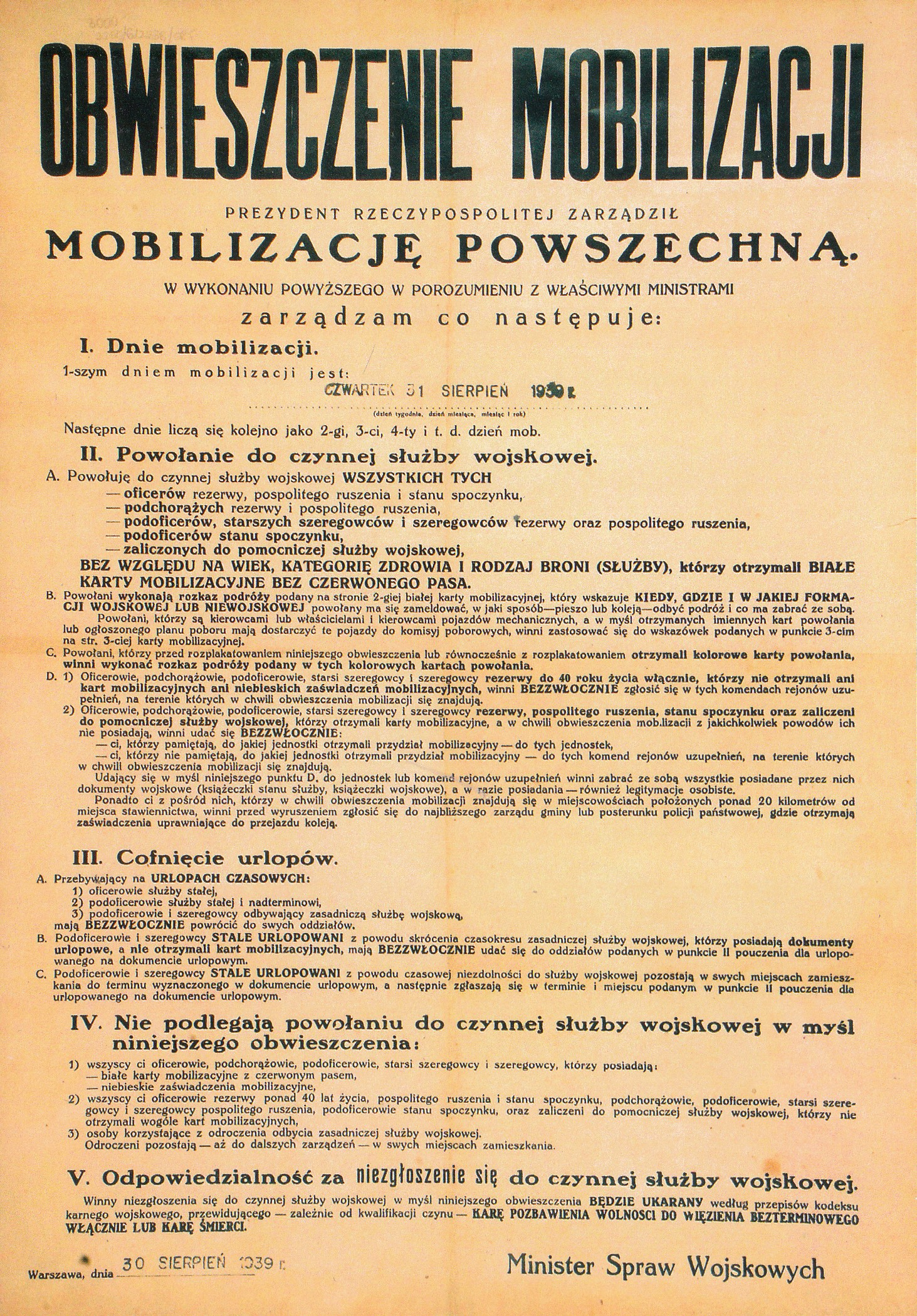
Приказ о мобилизации в Польше в 1939 году, подписан министром военных дел

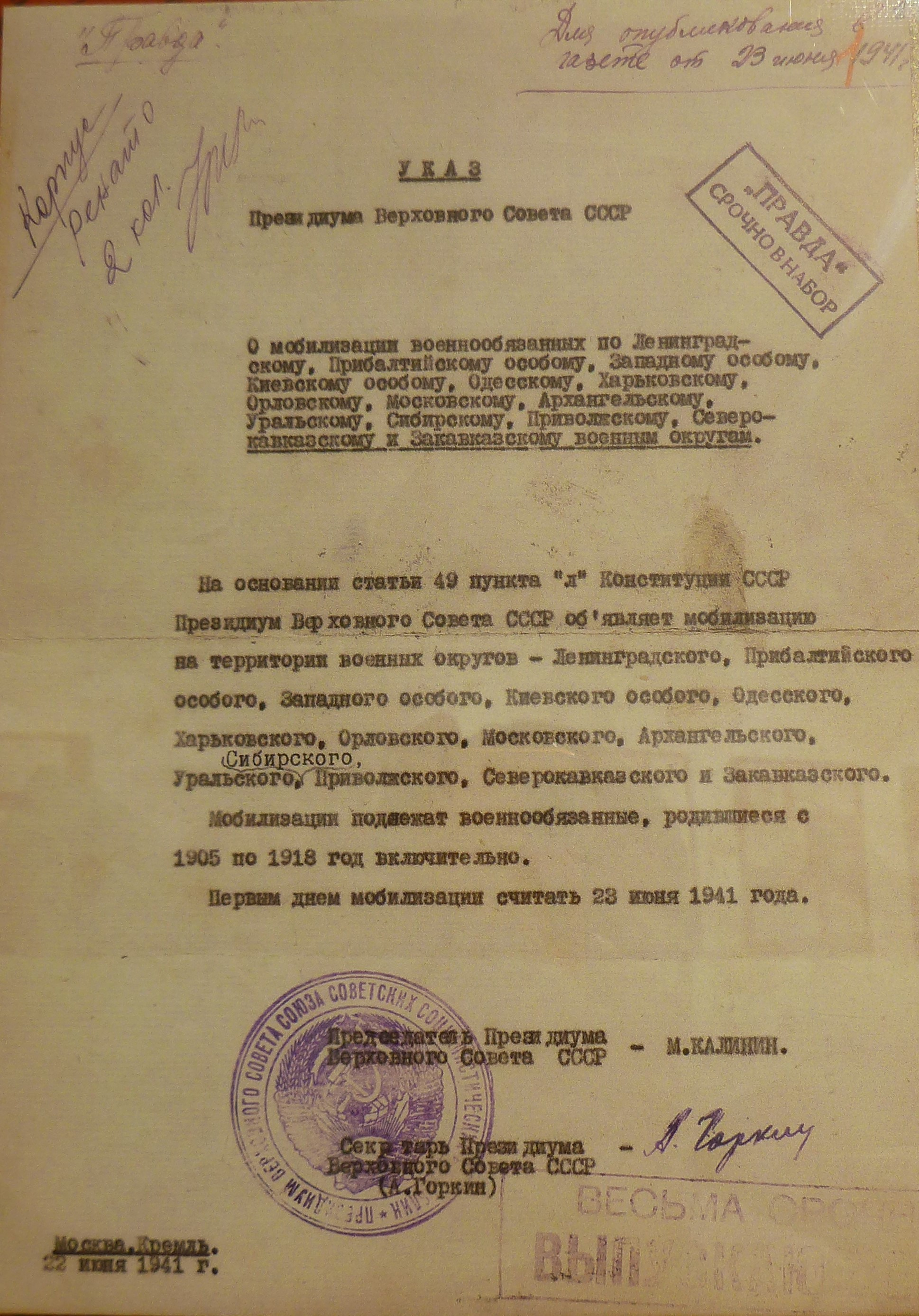
Указ Президиума ВС СССР от 22 июня 1941 года

22 марта 1939 года в связи с данцигским кризисом Польша провела частичную скрытую мобилизацию пяти пехотных дивизий, чтобы обеспечить в дальнейшем полную мобилизацию. В свою очередь, нацистская Германия, готовясь к вторжению в Польшу по плану «Вайс», 26 августа 1939 года начала скрытую мобилизацию вермахта. Всего в вооружённые силы Германии было мобилизовано за период 1939-1940-го годов почти 5 млн. человек, но 2 млн. из них, будучи мобилизованными в 1939 году, лишь прошли военную подготовку и были демобилизованы до 1941 года. В 1941—1942 годах германская армия пополняла свои потери за счет этих резервистов (всего с 1939 по 1945 год в Германии было 35 волн мобилизации).
31 августа 1939 года в Польше была объявлена всеобщая мобилизация, а на следующий день германские войска вторглись в страну. Но из-за стремительного продвижения немцев мобилизация была фактически сорвана, и польская армия лишилась обученного резерва численностью три миллиона человек.
В СССР приказом НКО № 0035 от 17 июля был объявлен указ Президиума Верховного Совета СССР о мобилизации призванных на военные сборы в мае 1939 года ввиду угрожающего положения на восточной границе (бои на Халхин-Голе). Все мобилизованные задерживались в рядах РККА до 1 февраля 1940 года. Затем, 6 сентября 1939 года в семи военных округах была получена директива наркома обороны о проведении «Больших учебных сборов» (БУС), что означало скрытую мобилизацию для польского похода РККА. Его окончание позволило с октября 1939 года  демобилизовать часть военнообязанных, призванных на «большие учебные сборы». Но неудачное начало советско-финской войны вынудило снова начать частичную мобилизацию в декабре 1939 года.

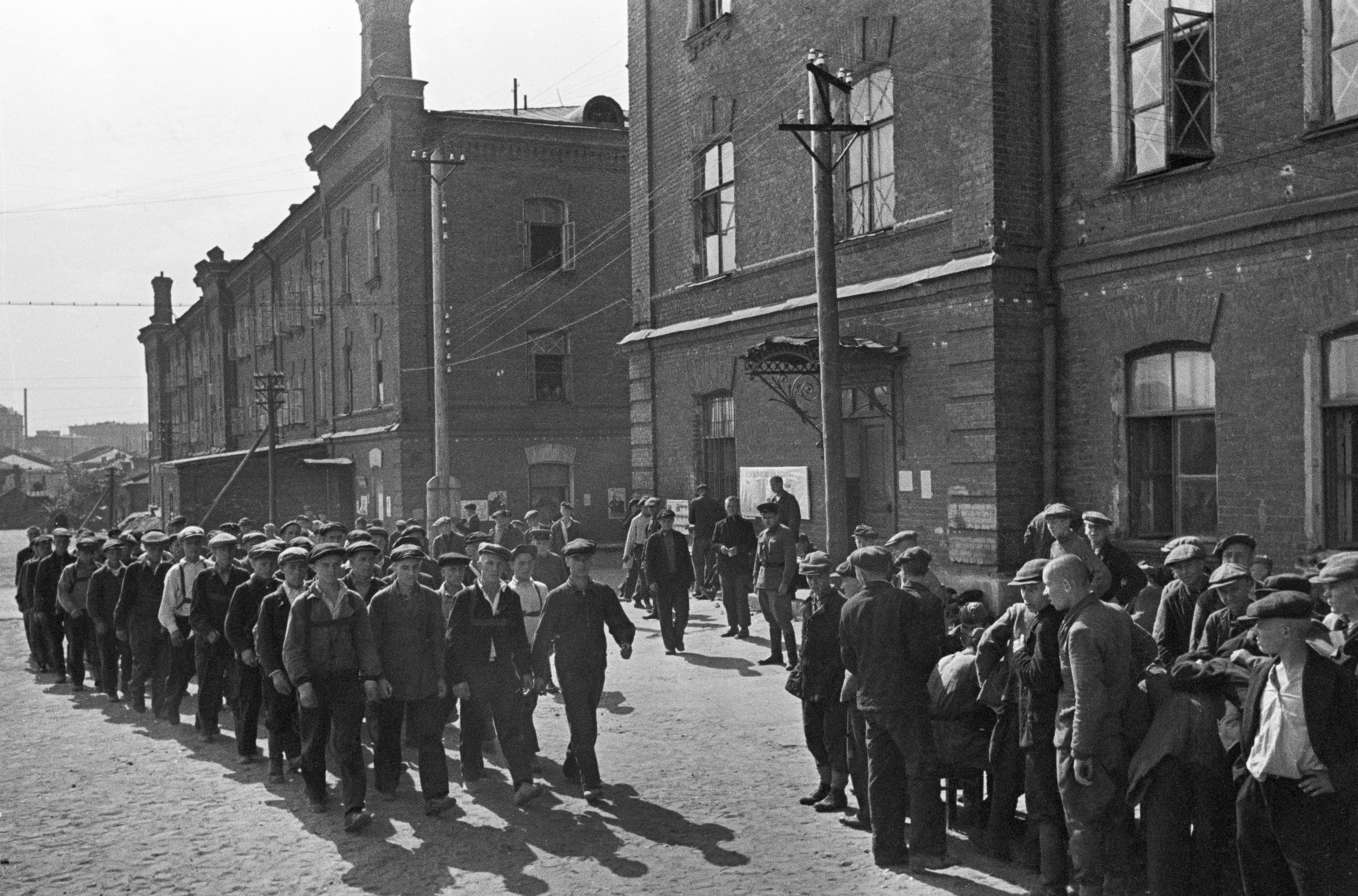
«Мобилизация. Новобранцы», фото А. Гаранина. Москва, 23 июня 1941 года

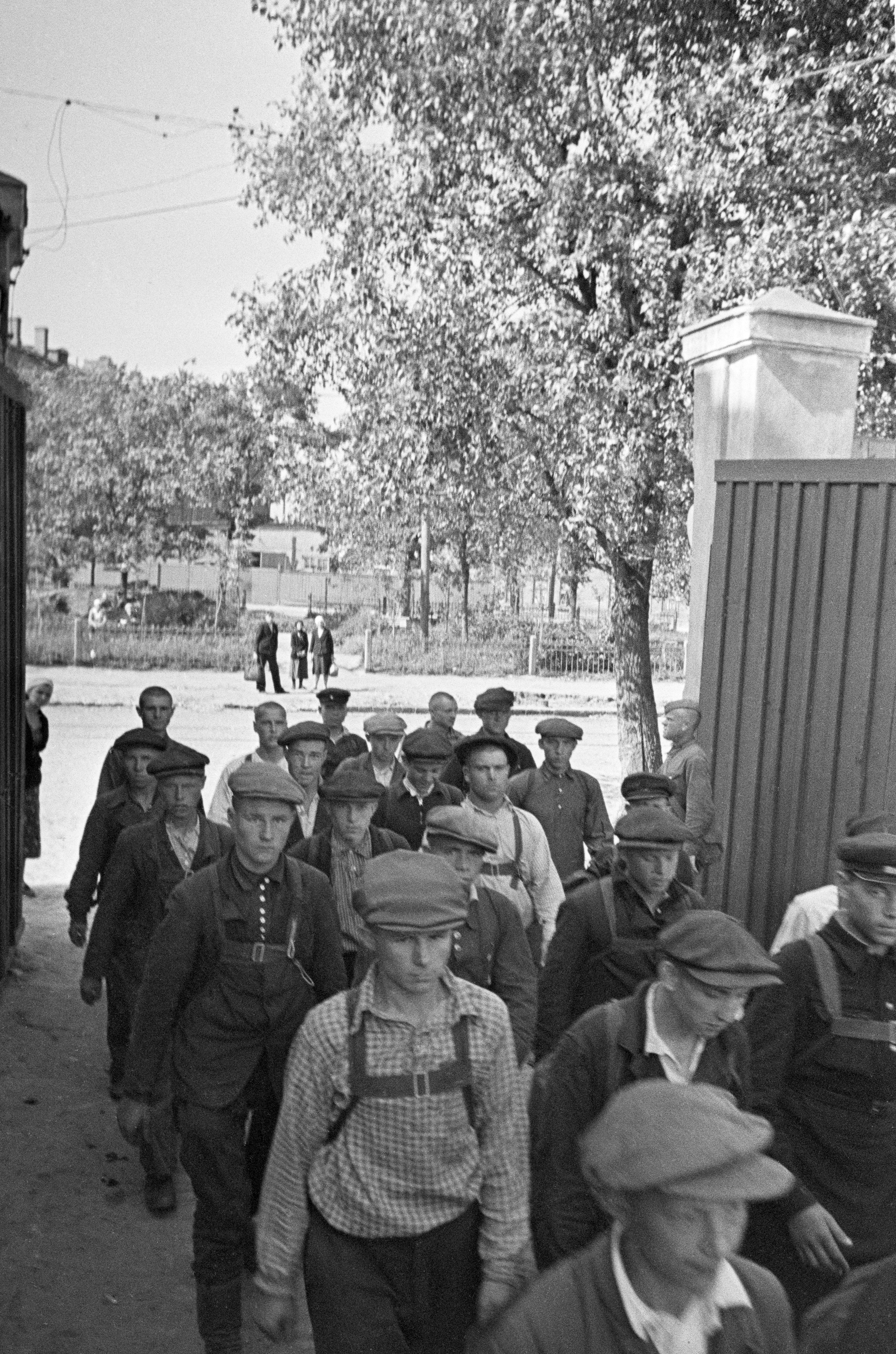
«Новобранцы входят в ворота казармы им. Ворошилова», фото А. Гаранина. Москва, 23 июня 1941 года

В начале Великой Отечественной войны мобилизация в СССР была провозглашена указом Президиума Верховного Совета СССР 22 июня 1941 года в 14 военных округах из 17. В трех остальных округах (Забайкальском, Среднеазиатском и Дальневосточном) мобилизация была объявлена через месяц особым решением правительства скрытным способом как «большие учебные сборы». Мобилизации подлежали военнообязанные 1905–1918 годов рождения (контингент 1919–1922 годов рождения уже находился на службе по призыву). К 1 июля 1941 года было мобилизовано 5,3 млн человек, 234 тыс. автомашин, 31,5 тыс. тракторов. В августе 1941 года была начата мобилизация военнообязанных 1895–1904 годов рождения и призывников 1923 года рождения. При этом по последнему подготовленному перед войной мобилизационному плану (МП-41) формирование новых соединений с началом войны не предусматривалось. Предполагалось, что уже имеющихся войск (198 стрелковых, 10 горнострелковых, 2 мотострелковых, 30 моторизованных, 60 танковых дивизий и 8 бригад) будет достаточно. Для их отмобилизования требовалось только перейти на штаты военного времени. Пополнение в связи с потерями предусматривалось за счет запасных частей. Реализация мобилизационного плана требовала призыва из запаса до 5 млн. человек. Но катастрофическое для СССР начало войны привело к тому, что потребовалось взамен разгромленных формировать новые соединения. 29 июня 1941 г. началось формирование 15 стрелковых дивизий за счет войск НКВД, от 8 июля 1941 г. — еще 56 стрелковых, 10 кавалерийских и 25 дивизий народного ополчения, а позднее — еще 85 стрелковых дивизий народного ополчения и 50 отдельных стрелковых бригад. «Перманентная мобилизация», проводившаяся летом и осенью 1941 года позволила сначала остановить врага, а затем нанести ему поражение под Москвой. К концу 1941 года было призвано свыше 14 млн. человек из общего мобилизационного ресурса (32 возрастов) в 20 млн. человек.

## Место мобилизации в подготовке к войне
Мобилизация является составной частью стратегического развёртывания, которое включает:
1. перевод вооружённых сил с мирного положения на военное (собственно мобилизация);
2. оперативное развертывание войск (сил) на театрах военных действий;
3. стратегические перегруппировки войск (сил) из внутренних районов страны на театры военных действий и между ними;
4. развертывание первоочередных стратегических резервов.

Основное предназначение стратегического развёртывания — перевод вооружённых сил с мирного положения на военное (с проведением мобилизации), создание группировок ВС на театрах военных действий и в глубине территории страны для организованного вступления в войну, отражения агрессии противника и успешного проведения первых стратегических операций начального периода войны.
Часто стратегическое развёртывание путают с оперативным развёртыванием, которое также является составной частью стратегического развёртывания и проводится для создания и построения группировок войск (сил) на театрах военных действий для отражения агрессии и проведения первых операций. Основные мероприятия, проводимые в рамках оперативного развёртывания:
1. усиление разведки, сил и средств боевого дежурства и боевой службы;
2. занятие рубежей, позиций и назначенных районов войсками и силами прикрытия, силами и средствами ПВО, артиллерии, флота, участвующих в огневых ударах;
3. перебазирование авиации на оперативные аэродромы;
4. развертывание тыла фронтов, флотов, армий, корпусов, а также сил и средств технического обеспечения;
5. занятие полос обороны (выход в районы оперативного предназначения) войсками фронтов, отдельными армиями, корпусами первого оперативного эшелона;
6. выдвижение и занятие районов сосредоточения (полос обороны) войсками фронтов второго оперативного эшелона, резерва;
7. создание территориальной обороны в соответствующих границах.

Мобилизация состоит:
1. в укомплектовании личного состава армии, авиации и флота до полных штатов военного времени;
2. в доукомплектовании войск боевой техникой;
3. в пополнении материальной части, то есть обмундирования, вооружения и снаряжения;
4. в сформировании новых частей войск, управлений и заведений, необходимых на время войны;
5. в доукомплектовании войск техникой и другими средствами передвижения.

Для мобилизации необходимо всегда иметь в запасе вооружённых сил такое число военнослужащих, которое равнялось бы разнице между штатами мирного и военного времени. В местах проведения мобилизации необходимо иметь в постоянной готовности запасы материальной части и военной техники для комплектования частей. Первое достигается организацией мобилизационного резерва вооружённых сил, второе — устройством неприкосновенных запасов и созданием резервов техники. Конечная цель мобилизации — с самого начала войны приобрести перевес над противником в боевой готовности войск (сил). Отсюда основное её условие — быстрота: все планы мобилизационного развёртывания должны быть составлены так, чтобы вооружённые силы имели возможность развернуться в кратчайший срок. Мобилизационные мероприятия проводятся в обстановке высокой секретности, так как ими в значительной мере определяются оперативные планы начального периода войны. Основанием всех мобилизационных мероприятий служат расчёты, периодически проверяемые и возобновляемые и сводимые в систематические мобилизационные планы, также периодически обновляемые. Распределение и последовательность действий по мобилизации излагаются в особых наставлениях, где точно обозначается по дням весь ход мобилизации каждой части. Всякое ответственное лицо должно быть вполне осведомлено о своих обязанностях на случай мобилизации и по получении соответственных распоряжений немедленно приступать к их исполнению, не спрашивая ни указаний, ни разъяснений.
Образец тщательно и всесторонне подготовленной и успешно выполненной мобилизации был дан Пруссией в 1866 и 1870 годах. Мобилизация бывает общая и частная, то есть касающаяся не всей территории государства и не всех вооружённых сил. С целью фактической проверки мобилизационной готовности иногда производится пробная и поверочная мобилизация.

## Масштабы мобилизации

### Первая мировая война
Общее количество мобилизованных в воюющие армии превысило 70 млн человек. В воюющих армиях было убито 10 млн и ранено 20 млн человек.
Беспрецедентных масштабов достигла мобилизация промышленных ресурсов, переведённых на выпуск военной продукции.
В Германии таким образом было перепрофилировано более 7500 предприятий металлургической, машиностроительной, автомобильной, оптической, химической и другой промышленности.
К изготовлению артиллерийского вооружения помимо заводов Круппа и Эдгарда, а также правительственных арсеналов были привлечены предприятия металлообрабатывающей промышленности и точного машиностроения. Химическая промышленность начала производить отравляющие и взрывчатые вещества, а также медикаменты. Деревообработчики изготавливали предметы обозного довольствия, укупорку, рукоятки для шанцевого инструмента и т. п., шляпники — фетровые чехлы для касок, швейники — обмундирование, текстильщики — ткани. Электротехническая промышленность освоила выпуск военно-полевых телефонов, телефонного провода и металлических пуговиц, велосипедные фабрики — железных кроватей для лазаретов. Фабрики швейных машин изготовляли шрапнель, рояльные — патронные гильзы, даже мастерские по выделке детских колясок стали работать на снабжение армии.
В Англии для работы на армию были мобилизованы к 6 декабря 1915 года 2026, а к 1 августа 1916 года — 4052 промышленных предприятия, причем были построены десятки новых заводов военного назначения. Во время войны в одной только металлической промышленности, работавшей преимущественно на армию, было занято 2 млн 870 тыс. рабочих.
Во Франции по заданиям и под контролем министерства вооружений работали 2 млн человек на тысячах промышленных предприятий.

### Современность
- Мобилизация на Украине, для её усиления принят «Закон об усилении мобилизации», и на Украине он вступил в силу с 18 мая 2024 года[15]. Закон обязывает всех военнообязанных в течение 60 дней с момента его вступления в силу обновить свои учётные данные в Территориальных центрах комплектования и социальной поддержки (ТЦК и СП, ранее военкоматы). Для этого нужно прийти в ТЦК и СП по месту жительства и лично зарегистрироваться в «Электронном кабинете призывника». Призывная повестка будет считаться врученной, даже если призывник (военнообязанных) не видел её лично: датой вручения повестки призывнику (военнообязанному) будет считаться число, когда в документе был проставлен штамп о невозможности личного вручения. В законе прописано, что военнообязанные (призывники) должны постоянно носить с собой военный билет и предъявлять его по первому требованию сотрудникам полиции и ТЦК и СП. Дезертиров могут лишить права управления автотранспортным средством и другими правами. Нормы (основания и сроки) демобилизации (увольнения в запас) в законе не прописаны, так как их изъяли из проекта «Закон об усилении мобилизации».
- Мобилизация в ДНР и ЛНР
- Мобилизация в России (2022)

## Перманентная мобилизация
В отличие от мобилизации, проводимой до начала войны и, в некоторых случаях, являющейся поводом к ней, перманентная мобилизация проводится в течение всей войны, или её части. Важным ресурсом этой мобилизации является контингент гражданских лиц, вследствие естественного хода времени достигающий призывного возраста.

## Мобилизация в российском законодательстве
Согласно Федеральному закону «О мобилизационной подготовке и мобилизации в Российской Федерации» под мобилизацией понимается комплекс мероприятий по переводу экономики Российской Федерации, экономики субъектов Российской Федерации и экономики муниципальных образований, переводу органов государственной власти, органов местного самоуправления и организаций на работу в условиях военного времени, переводу Вооруженных Сил Российской Федерации, других войск, воинских формирований, органов и специальных формирований на организацию и состав военного времени. Мобилизация в Российской Федерации может быть общей или частичной.